# Magnus van Lijfland

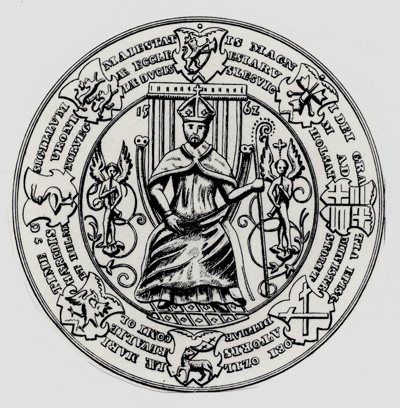
Zegel van Magnus van Denemarken, koning van Lijfland.

Magnus van Lijfland ook bekend als Magnus van Denemarken of Magnus van Holstein (Kopenhagen, 26 augustus 1540 - Pilten, 18 maart 1583) was van 1560 tot 1572 luthers bisschop van Ösel-Wiek, van 1560 tot aan zijn dood luthers bisschop van Koerland en van 1570 tot 1578 koning van Lijfland. Hij behoorde tot het huis Oldenburg.

## Levensloop
Magnus was de tweede zoon van koning Christiaan III van Denemarken uit diens huwelijk met Dorothea, dochter van hertog Magnus I van Saksen-Lauenburg. Op zijn zeventiende werd hij naar Duitsland gezonden om onderwezen te worden aan verschillende vorstenhoven. Na de dood van zijn vader in 1559 keerde hij terug naar Denemarken om de kroning van zijn broer Frederik II bij te wonen.
Hetzelfde jaar verkocht Johannes V von Münchhausen, de bisschop van Ösel-Wiek en Koerland, zijn landerijen aan Frederik II van Denemarken. Om een erfverdeling van zijn landerijen te vermijden, besloot Frederik II de gebieden aan zijn jongere broer Magnus te geven, op voorwaarde dat hij zijn aanspraken op de hertogdommen Sleeswijk en Holstein opgaf. In 1560 landde Magnus met een leger op Saaremaa, waarna het kathedraalkapittel hem onmiddellijk verkoos tot bisschop van Ösel-Wiek en Koerland. In 1572 werd Ösel-Wiek geannexeerd door Denemarken.
Tijdens de Lijflandse Oorlog arriveerde Magnus op 10 juni 1570 in Moskou, waar hij door de Russische tsaar Ivan de Verschrikkelijke tot koning van Lijfland werd gekroond. Ook moest hij een eed van trouw afleggen, waarin hij de tsaar erkende als leenheer van zijn gebieden. Hierdoor zou Lijfland een vazalkoninkrijk van het tsaardom Rusland worden. De gebieden van dit koninkrijk moesten echter nog veroverd worden. Desondanks kreeg hij als officiële residentie het kasteel van Põltsamaa toegewezen.
Na zijn kroning verliet hij Moskou met een leger van 20.000 Russische soldaten, dat het door Zweden gecontroleerde Reval moest veroveren. Ivan de Verschrikkelijke hoopte de steun te krijgen van Magnus' broer Frederik II, maar tevergeefs. Eind maart 1571 gaf Magnus de strijd om Reval op en brak hij de belegering van de stad op.
In 1577, na uit de gunst van Ivan gevallen te zijn, riep Magnus de Lijflandse adel op om hem te vervoegen in de strijd tegen de buitenlandse bezetting van het land. Hij werd echter aangevallen door Russische troepen en gevangengenomen. Om vrij te komen moest Magnus afstand doen van zijn koninklijke titel. Hij deed dit en gaf zijn rechten op de troon door aan Stefanus Báthory, de koning van Polen.
Magnus bracht zijn laatste levensjaren door op het kasteel van Pilten in het bisdom Koerland, waar hij in 1583 stierf als pensioentrekker van de Poolse kroon. In 1662 werd zijn stoffelijk overschot overgebracht naar Denemarken en bijgezet in de Kathedraal van Roskilde.

## Huwelijk en nakomelingen
Op 12 april 1574 huwde Magnus met Maria Vladimirovna (1560-1610), dochter van hertog Vladimir van Staritsa, een neef van Ivan de Verschrikkelijke. Ze kregen twee dochters:
- Maria (1580-1597)
- Eudoxia (1581-1588)

## Kwartierstaat
| Christiaan I van Denemarken (1426-1481) | Christiaan I van Denemarken (1426-1481) | Christiaan I van Denemarken (1426-1481) | Christiaan I van Denemarken (1426-1481) | Christiaan I van Denemarken (1426-1481) | Christiaan I van Denemarken (1426-1481) | Dorothea van Brandenburg (1430-1495)  | Dorothea van Brandenburg (1430-1495)  | Dorothea van Brandenburg (1430-1495)  | Dorothea van Brandenburg (1430-1495)  | Dorothea van Brandenburg (1430-1495)      | Dorothea van Brandenburg (1430-1495)      |                                           |                                           | Johann Cicero van Brandenburg (1455-1499) | Johann Cicero van Brandenburg (1455-1499) | Johann Cicero van Brandenburg (1455-1499) | Johann Cicero van Brandenburg (1455-1499) | Johann Cicero van Brandenburg (1455-1499) | Johann Cicero van Brandenburg (1455-1499) | Margaretha van Saksen (1449-1501) | Margaretha van Saksen (1449-1501) | Margaretha van Saksen (1449-1501) | Margaretha van Saksen (1449-1501) | Margaretha van Saksen (1449-1501) | Margaretha van Saksen (1449-1501) |                                 |                                 | Johan V van Saksen-Lauenburg (1439-1507) | Johan V van Saksen-Lauenburg (1439-1507) | Johan V van Saksen-Lauenburg (1439-1507) | Johan V van Saksen-Lauenburg (1439-1507) | Johan V van Saksen-Lauenburg (1439-1507)  | Johan V van Saksen-Lauenburg (1439-1507)  | Dorothea van Brandenburg (1447-1519)                | Dorothea van Brandenburg (1447-1519)                | Dorothea van Brandenburg (1447-1519)                | Dorothea van Brandenburg (1447-1519)                | Dorothea van Brandenburg (1447-1519)                | Dorothea van Brandenburg (1447-1519)                |                                           |                                           | Hendrik I van Brunswijk-Wolfenbüttel (1463-1514) | Hendrik I van Brunswijk-Wolfenbüttel (1463-1514) | Hendrik I van Brunswijk-Wolfenbüttel (1463-1514) | Hendrik I van Brunswijk-Wolfenbüttel (1463-1514) | Hendrik I van Brunswijk-Wolfenbüttel (1463-1514) | Hendrik I van Brunswijk-Wolfenbüttel (1463-1514) | Catharina van Pommeren-Wolgast (overlijden 1526) | Catharina van Pommeren-Wolgast (overlijden 1526) | Catharina van Pommeren-Wolgast (overlijden 1526) | Catharina van Pommeren-Wolgast (overlijden 1526) | Catharina van Pommeren-Wolgast (overlijden 1526) | Catharina van Pommeren-Wolgast (overlijden 1526) |  |  |  |  |  |  |  |  |  |  |  |  |  |  |  |  |  |  |  |  |  |  |  |  |  |  |  |  |  |  |  |  |  |  |  |  |  |  |  |  |  |  |  |  |  |  |  |  |
| Christiaan I van Denemarken (1426-1481) | Christiaan I van Denemarken (1426-1481) | Christiaan I van Denemarken (1426-1481) | Christiaan I van Denemarken (1426-1481) | Christiaan I van Denemarken (1426-1481) | Christiaan I van Denemarken (1426-1481) | Dorothea van Brandenburg (1430-1495)  | Dorothea van Brandenburg (1430-1495)  | Dorothea van Brandenburg (1430-1495)  | Dorothea van Brandenburg (1430-1495)  | Dorothea van Brandenburg (1430-1495)      | Dorothea van Brandenburg (1430-1495)      |                                           |                                           | Johann Cicero van Brandenburg (1455-1499) | Johann Cicero van Brandenburg (1455-1499) | Johann Cicero van Brandenburg (1455-1499) | Johann Cicero van Brandenburg (1455-1499) | Johann Cicero van Brandenburg (1455-1499) | Johann Cicero van Brandenburg (1455-1499) | Margaretha van Saksen (1449-1501) | Margaretha van Saksen (1449-1501) | Margaretha van Saksen (1449-1501) | Margaretha van Saksen (1449-1501) | Margaretha van Saksen (1449-1501) | Margaretha van Saksen (1449-1501) |                                 |                                 | Johan V van Saksen-Lauenburg (1439-1507) | Johan V van Saksen-Lauenburg (1439-1507) | Johan V van Saksen-Lauenburg (1439-1507) | Johan V van Saksen-Lauenburg (1439-1507) | Johan V van Saksen-Lauenburg (1439-1507)  | Johan V van Saksen-Lauenburg (1439-1507)  | Dorothea van Brandenburg (1447-1519)                | Dorothea van Brandenburg (1447-1519)                | Dorothea van Brandenburg (1447-1519)                | Dorothea van Brandenburg (1447-1519)                | Dorothea van Brandenburg (1447-1519)                | Dorothea van Brandenburg (1447-1519)                |                                           |                                           | Hendrik I van Brunswijk-Wolfenbüttel (1463-1514) | Hendrik I van Brunswijk-Wolfenbüttel (1463-1514) | Hendrik I van Brunswijk-Wolfenbüttel (1463-1514) | Hendrik I van Brunswijk-Wolfenbüttel (1463-1514) | Hendrik I van Brunswijk-Wolfenbüttel (1463-1514) | Hendrik I van Brunswijk-Wolfenbüttel (1463-1514) | Catharina van Pommeren-Wolgast (overlijden 1526) | Catharina van Pommeren-Wolgast (overlijden 1526) | Catharina van Pommeren-Wolgast (overlijden 1526) | Catharina van Pommeren-Wolgast (overlijden 1526) | Catharina van Pommeren-Wolgast (overlijden 1526) | Catharina van Pommeren-Wolgast (overlijden 1526) |  |  |  |  |  |  |  |  |  |  |  |  |  |  |  |  |  |  |  |  |  |  |  |  |  |  |  |  |  |  |  |  |  |  |  |  |  |  |  |  |  |  |  |  |  |  |  |  |
|                                         |                                         |                                         |                                         |                                         |                                         |                                       |                                       |                                       |                                       |                                           |                                           |                                           |                                           |                                           |                                           |                                           |                                           |                                           |                                           |                                   |                                   |                                   |                                   |                                   |                                   |                                 |                                 |                                          |                                          |                                          |                                          |                                           |                                           |                                                     |                                                     |                                                     |                                                     |                                                     |                                                     |                                           |                                           |                                                  |                                                  |                                                  |                                                  |                                                  |                                                  |                                                  |                                                  |                                                  |                                                  |                                                  |                                                  |  |  |  |  |  |  |  |  |  |  |  |  |  |  |  |  |  |  |  |  |  |  |  |  |  |  |  |  |  |  |  |  |  |  |  |  |  |  |  |  |  |  |  |  |  |  |  |  |
|                                         |                                         |                                         |                                         | Frederik I van Denemarken (1471-1533)   | Frederik I van Denemarken (1471-1533)   | Frederik I van Denemarken (1471-1533) | Frederik I van Denemarken (1471-1533) | Frederik I van Denemarken (1471-1533) | Frederik I van Denemarken (1471-1533) |                                           |                                           |                                           |                                           |                                           |                                           | Anna van Brandenburg (1487-1514)          | Anna van Brandenburg (1487-1514)          | Anna van Brandenburg (1487-1514)          | Anna van Brandenburg (1487-1514)          | Anna van Brandenburg (1487-1514)  | Anna van Brandenburg (1487-1514)  |                                   |                                   |                                   |                                   |                                 |                                 |                                          |                                          |                                          |                                          | Magnus I van Saksen-Lauenburg (1470-1543) | Magnus I van Saksen-Lauenburg (1470-1543) | Magnus I van Saksen-Lauenburg (1470-1543)           | Magnus I van Saksen-Lauenburg (1470-1543)           | Magnus I van Saksen-Lauenburg (1470-1543)           | Magnus I van Saksen-Lauenburg (1470-1543)           |                                                     |                                                     |                                           |                                           |                                                  |                                                  | Catharina van Brunswijk-Wolfenbüttel (1488-1563) | Catharina van Brunswijk-Wolfenbüttel (1488-1563) | Catharina van Brunswijk-Wolfenbüttel (1488-1563) | Catharina van Brunswijk-Wolfenbüttel (1488-1563) | Catharina van Brunswijk-Wolfenbüttel (1488-1563) | Catharina van Brunswijk-Wolfenbüttel (1488-1563) |                                                  |                                                  |                                                  |                                                  |  |  |  |  |  |  |  |  |  |  |  |  |  |  |  |  |  |  |  |  |  |  |  |  |  |  |  |  |  |  |  |  |  |  |  |  |  |  |  |  |  |  |  |  |  |  |  |  |
|                                         |                                         |                                         |                                         | Frederik I van Denemarken (1471-1533)   | Frederik I van Denemarken (1471-1533)   | Frederik I van Denemarken (1471-1533) | Frederik I van Denemarken (1471-1533) | Frederik I van Denemarken (1471-1533) | Frederik I van Denemarken (1471-1533) |                                           |                                           |                                           |                                           |                                           |                                           | Anna van Brandenburg (1487-1514)          | Anna van Brandenburg (1487-1514)          | Anna van Brandenburg (1487-1514)          | Anna van Brandenburg (1487-1514)          | Anna van Brandenburg (1487-1514)  | Anna van Brandenburg (1487-1514)  |                                   |                                   |                                   |                                   |                                 |                                 |                                          |                                          |                                          |                                          | Magnus I van Saksen-Lauenburg (1470-1543) | Magnus I van Saksen-Lauenburg (1470-1543) | Magnus I van Saksen-Lauenburg (1470-1543)           | Magnus I van Saksen-Lauenburg (1470-1543)           | Magnus I van Saksen-Lauenburg (1470-1543)           | Magnus I van Saksen-Lauenburg (1470-1543)           |                                                     |                                                     |                                           |                                           |                                                  |                                                  | Catharina van Brunswijk-Wolfenbüttel (1488-1563) | Catharina van Brunswijk-Wolfenbüttel (1488-1563) | Catharina van Brunswijk-Wolfenbüttel (1488-1563) | Catharina van Brunswijk-Wolfenbüttel (1488-1563) | Catharina van Brunswijk-Wolfenbüttel (1488-1563) | Catharina van Brunswijk-Wolfenbüttel (1488-1563) |                                                  |                                                  |                                                  |                                                  |  |  |  |  |  |  |  |  |  |  |  |  |  |  |  |  |  |  |  |  |  |  |  |  |  |  |  |  |  |  |  |  |  |  |  |  |  |  |  |  |  |  |  |  |  |  |  |  |
|                                         |                                         |                                         |                                         |                                         |                                         |                                       |                                       |                                       |                                       | Christiaan III van Denemarken (1503-1559) | Christiaan III van Denemarken (1503-1559) | Christiaan III van Denemarken (1503-1559) | Christiaan III van Denemarken (1503-1559) | Christiaan III van Denemarken (1503-1559) | Christiaan III van Denemarken (1503-1559) |                                           |                                           |                                           |                                           |                                   |                                   |                                   |                                   |                                   |                                   |                                 |                                 |                                          |                                          |                                          |                                          |                                           |                                           |                                                     |                                                     |                                                     |                                                     | Dorothea van Saksen-Lauenburg (1511-1571)           | Dorothea van Saksen-Lauenburg (1511-1571)           | Dorothea van Saksen-Lauenburg (1511-1571) | Dorothea van Saksen-Lauenburg (1511-1571) | Dorothea van Saksen-Lauenburg (1511-1571)        | Dorothea van Saksen-Lauenburg (1511-1571)        |                                                  |                                                  |                                                  |                                                  |                                                  |                                                  |                                                  |                                                  |                                                  |                                                  |  |  |  |  |  |  |  |  |  |  |  |  |  |  |  |  |  |  |  |  |  |  |  |  |  |  |  |  |  |  |  |  |  |  |  |  |  |  |  |  |  |  |  |  |  |  |  |  |
|                                         |                                         |                                         |                                         |                                         |                                         |                                       |                                       |                                       |                                       | Christiaan III van Denemarken (1503-1559) | Christiaan III van Denemarken (1503-1559) | Christiaan III van Denemarken (1503-1559) | Christiaan III van Denemarken (1503-1559) | Christiaan III van Denemarken (1503-1559) | Christiaan III van Denemarken (1503-1559) |                                           |                                           |                                           |                                           |                                   |                                   |                                   |                                   |                                   |                                   |                                 |                                 |                                          |                                          |                                          |                                          |                                           |                                           |                                                     |                                                     |                                                     |                                                     | Dorothea van Saksen-Lauenburg (1511-1571)           | Dorothea van Saksen-Lauenburg (1511-1571)           | Dorothea van Saksen-Lauenburg (1511-1571) | Dorothea van Saksen-Lauenburg (1511-1571) | Dorothea van Saksen-Lauenburg (1511-1571)        | Dorothea van Saksen-Lauenburg (1511-1571)        |                                                  |                                                  |                                                  |                                                  |                                                  |                                                  |                                                  |                                                  |                                                  |                                                  |  |  |  |  |  |  |  |  |  |  |  |  |  |  |  |  |  |  |  |  |  |  |  |  |  |  |  |  |  |  |  |  |  |  |  |  |  |  |  |  |  |  |  |  |  |  |  |  |
|                                         |                                         |                                         |                                         |                                         |                                         |                                       |                                       |                                       |                                       |                                           |                                           |                                           |                                           |                                           |                                           |                                           |                                           |                                           |                                           |                                   |                                   |                                   |                                   |                                   |                                   |                                 |                                 |                                          |                                          |                                          |                                          |                                           |                                           |                                                     |                                                     |                                                     |                                                     |                                                     |                                                     |                                           |                                           |                                                  |                                                  |                                                  |                                                  |                                                  |                                                  |                                                  |                                                  |                                                  |                                                  |                                                  |                                                  |  |  |  |  |  |  |  |  |  |  |  |  |  |  |  |  |  |  |  |  |  |  |  |  |  |  |  |  |  |  |  |  |  |  |  |  |  |  |  |  |  |  |  |  |  |  |  |  |
|                                         |                                         |                                         |                                         |                                         |                                         |                                       |                                       |                                       |                                       |                                           |                                           |                                           |                                           |                                           |                                           |                                           |                                           |                                           |                                           |                                   |                                   |                                   |                                   |                                   |                                   |                                 |                                 |                                          |                                          |                                          |                                          |                                           |                                           |                                                     |                                                     |                                                     |                                                     |                                                     |                                                     |                                           |                                           |                                                  |                                                  |                                                  |                                                  |                                                  |                                                  |                                                  |                                                  |                                                  |                                                  |                                                  |                                                  |  |  |  |  |  |  |  |  |  |  |  |  |  |  |  |  |  |  |  |  |  |  |  |  |  |  |  |  |  |  |  |  |  |  |  |  |  |  |  |  |  |  |  |  |  |  |  |  |
|                                         |                                         |                                         |                                         | Anna van Denemarken (1532-1585)         | Anna van Denemarken (1532-1585)         | Anna van Denemarken (1532-1585)       | Anna van Denemarken (1532-1585)       | Anna van Denemarken (1532-1585)       | Anna van Denemarken (1532-1585)       |                                           |                                           |                                           |                                           | Frederik II van Denemarken (1534-1588)    | Frederik II van Denemarken (1534-1588)    | Frederik II van Denemarken (1534-1588)    | Frederik II van Denemarken (1534-1588)    | Frederik II van Denemarken (1534-1588)    | Frederik II van Denemarken (1534-1588)    |                                   |                                   |                                   |                                   | Magnus van Lijfland (1540-1583)   | Magnus van Lijfland (1540-1583)   | Magnus van Lijfland (1540-1583) | Magnus van Lijfland (1540-1583) | Magnus van Lijfland (1540-1583)          | Magnus van Lijfland (1540-1583)          |                                          |                                          |                                           |                                           | Johan van Sleeswijk-Holstein-Sonderburg (1545-1622) | Johan van Sleeswijk-Holstein-Sonderburg (1545-1622) | Johan van Sleeswijk-Holstein-Sonderburg (1545-1622) | Johan van Sleeswijk-Holstein-Sonderburg (1545-1622) | Johan van Sleeswijk-Holstein-Sonderburg (1545-1622) | Johan van Sleeswijk-Holstein-Sonderburg (1545-1622) |                                           |                                           |                                                  |                                                  | Dorothea van Denemarken (1546-1617)              | Dorothea van Denemarken (1546-1617)              | Dorothea van Denemarken (1546-1617)              | Dorothea van Denemarken (1546-1617)              | Dorothea van Denemarken (1546-1617)              | Dorothea van Denemarken (1546-1617)              |                                                  |                                                  |                                                  |                                                  |  |  |  |  |  |  |  |  |  |  |  |  |  |  |  |  |  |  |  |  |  |  |  |  |  |  |  |  |  |  |  |  |  |  |  |  |  |  |  |  |  |  |  |  |  |  |  |  |